# Sagenlandroute
De Sagenlandroute is een bewegwijzerde toeristische autoroute in Nederland. De route is 125 kilometer lang en loopt door Noordoost-Twente. De route doet Oldenzaal, Denekamp en Ootmarsum aan.